# Lluernes al jardí
Lluernes al jardí (títol original: Fireflies in the Garden) és una pel·lícula dramàtica nord-americana de 2008 escrita i dirigida per Dennis Lee i protagonitzada per Willem Dafoe, Ryan Reynolds i Julia Roberts. Es va estrenar al Festival Internacional de Cinema de Berlín 2008. Ha estat traduïda al català.
Javier Navarrete va compondre la música en la versió europea, però quan va ser llançada als EUA el 2011, en una format reeditat, va rebre una nova composició de Jane Antonia Cornish.

## Argument
La història gira al voltant de la família Taylor. Lisa, la mare, que ara que té els fills grans, es gradua a la universitat. El seu marit, Charles, és professor. Michael, el fill gran, és un escriptor famós, i Ryne, la noia, estudia en una prestigiosa escola de dret. Però un terrible accident trastoca la família i les veritables relacions entre els membres sortiran a la llum.

## Repartiment
- Ryan Reynolds com a Michael Taylor
  - Cayden Boyd com el jove Michael Taylor
- Willem Dafoe com a Charles Taylor
- Emily Watson com a Jane Lawrence
  - Hayden Panettiere com la jove Jane Lawrence
- Carrie-Anne Moss com a Kelly Hanson
- Julia Roberts com a Lisa Taylor
- Ioan Gruffudd com a Addison Wesley
- Shannon Lucio com a Ryne Taylor
- George Newbern com a Jimmy
- Chase Ellison com a Christopher
- Brooklynn Proulx com a Leslie